# اریک تابوردا
اریک تابوردا (انگلیسی: Éric Taborda؛ زادهٔ ۱۴ ژانویهٔ ۱۹۶۹) بازیکن فوتبال اهل فرانسه است.
از باشگاه‌هایی که در آن بازی کرده‌است می‌توان به باشگاه فوتبال المپیک لیون، باشگاه فوتبال لوگانو، و باشگاه فوتبال تولوز اشاره کرد.